# Josef Schott
Josef Schott, född 30 maj 1915 i Marienbad, Tjeckoslovakien, död 2009, var en tjeckoslovakisk-svensk målare, skulptör och tecknare.
Han var son till poliskommissarien Karl Schott och Marie Meier och från 1944 gift med Wilhelmine Bielek. Efter konststudier vid en teknisk skola i Prag studerade han på egen hand i Italien och Österrike 1934–1936. Han var anställd vid sin broders grafiska ateljé i Dresden där en av hans arbetsuppgifter var att besöka skolor och utföra porträtt och freskomåleri. Efter andra världskriget flyttade han till Sverige där han blev svensk medborgare 1957. Bland hans offentliga arbeten märks väggmålningen Livet på Emmaboda församlingshem och en väggmålning på Lindås skola i Småland. Han utförde 1965 en porträttrelief över Salixforskaren och kyrkoherden S.J. Enander som placerades på en minnessten i Torsås. Separat ställde han bland annat ut i Växjö, Kalmar, Lessebo, Nybro och Karlskrona. Hans konst består av porträtt, djurstudier, landskap och figurkompositioner i en diffus eklektisk stil. 